# حقل أورنغوي للغاز
حقل أورنغوي للغاز Urengoy gas field، هو حقل في حوض شمال غرب سيبريا، ويعتبر ثاني أكبر حقل غاز طبيعي في العالم بعد حقل فارس الجنوبي/القبة الشمالية. وتقدر إجمالي كمية الغاز في الحقل بأكثر من 10 تريليون متر مكعب (1013 م³). ويقع الحقل في في تيومن أوبلاست، روسيا، جنوب الدائرة القطبية، وسمي الحقل على اسم مستوطنة أورنغوي.

## التاريخ
اكتشف حقل أورنغوي في يونيو 1966. بدأ أول حفر للتنقيب عن الغاز في 6 يوليو 1966 وبدأ الإنتاج في الحقل في 1978. في 25 فبراير 1981، أنتج أورنغوي أول بليون متر مكعب (1011 م³) من الغاز الطبيعي. من يناير 1984، بدأ تصدير الغاز من حقل أورنغوي إلى اوروپا الغربية عن طريق خط أنابيب أرنكوني-بوماري-ازكورود.

## الإنتاج
ينتج الحقل 260 متر مكعب من الغاز الطبيعي، وأكثر من 5,000 طن الغاز المكثف و 825,000 طن من النفط سنوياً. تشغله كازبروم دوبيجا أورنغوي، إحدى فروع غازبروم.
تخدم الحقل مدينة أرنكوني القريبة والتي تأسست عام 1973.